# De Erfenis
De Erfenis is een Nederlandse televisieserie die tussen februari en juni 2004 werd uitgezonden door RTL 4. De serie werd iedere maandag om 21.30 uur uitgezonden. Na afloop waren er serieuze plannen om de serie een vervolg te geven, maar om onbekende reden is daar destijds van afgezien.

## Verhaallijn
Wanneer Andreas Heydecoper overlijdt, komen zijn kinderen bij elkaar op Curaçao. Het gezin van Andreas bestaat uit dochter Elise en de zonen Stijn en Rolf. De band tussen de drie kinderen is nooit hecht geweest en zij ontmoeten elkaar dan ook na vele jaren weer op het zonnige eiland wanneer hun vader Andreas sterft. Andreas laat een vermogend familiebedrijf na. De perfectionistische Stijn is ervan overtuigd dat hij het meeste recht heeft op de erfenis. Hij heeft immers zijn hele leven in dienst van zijn vaders bedrijf gesteld. Stijn gaat er blindelings van uit dat hij na het overlijden van de oude Heydecoper de president-directeur van het bedrijf wordt. Zijn zus Elise is een succesvol zakenvrouw en ook zij denkt dat ze de enige geschikte persoon is die haar vader kan opvolgen. Buitenbeentje Rolf is een stuk minder ambitieus en komt met grote tegenzin naar Curaçao. Hij wil het eiland ‘t liefst ook zo snel mogelijk weer verlaten.

## Acteurs

### Hoofdrollen
| Acteur/actrice        | Personage                    |
| --------------------- | ---------------------------- |
| Kees Brusse           | Andreas Heydecoper           |
| Josine van Dalsum     | Cecile Heydecoper-Dos Santos |
| Manouk van der Meulen | Elise Heydecoper             |
| Harpert Michielsen    | Stijn Heydecoper             |
| Cynthia Abma          | Marit Heydecoper-Beckers     |
| Michiel de Jong       | Rolf Heydecoper              |
| Robin Steegman        | Resa Heydecoper              |
| Roscoe Leijen         | Mattias Heydecoper           |
| Amber Teterissa       | Tanya Heydecoper-van Hoeve   |
| Fridi Martina         | Livia Zandbergen-Gomez       |
| Sonja Silva           | Jo Zandbergen (Heydecoper)   |
| Everon Jackson Hooi   | Ciro Pieterszoon             |
| Shirley Pinedo        | Chanella Pieterszoon         |

### Bijrollen
| Acteur/actrice  | Personage              |
| --------------- | ---------------------- |
| Carel Struycken | Bartholomeüs LaFayette |
| Theo de Groot   | Pieter Rooyman         |
| Michiel Varga   | Fidel dos Santos       |
| Eligio Melchior | Mannie                 |

### Gastrollen
| Acteur/actrice        | Personage                          |
| --------------------- | ---------------------------------- |
| Pamela Teves          | rechter                            |
| Hans Scheepmaker      | arts                               |
| Bart Poulissen        | directeur Paul                     |
| Michael van Steijn    | Martijn (vriendje van Resa)        |
| Idse Grotenhuis       | advocaat Gomez                     |
| Jeroen Duijkers       | koerier                            |
| Bennie Holzken        | koerier                            |
| Melchior Kiewit       | koerier                            |
| Julissa Baling        | secretaresse Julia                 |
| Glenn Delina          | Olivar Marco                       |
| Guido van Gend        | detective                          |
| Ton Masiso            | veilingmeester                     |
| Evelyn Muñoz          | receptioniste                      |
| Michael Foßter        | Spaanse man                        |
| Bart Thieme           | Sjaak Oldenburger                  |
| Chris Nordemann       | taxateur                           |
| Magiola Barbara       | speelgoedverkoopster               |
| Junny Rosalina        | koerier                            |
| Rosemary Leyba        | gemeenteambtenaar                  |
| Shirly Boekhoudt      | Tante Solema (tante van Jo)        |
| Ashur Martina         | pastoor                            |
| Sander Schellevis     | jonge Stijn                        |
| Peter Guiking         | begrafenisondernemer               |
| Annemieke Schollaardt | secretaresse                       |
| Jessica da Mon        | Gladys de Hoop                     |
| George Arrendell      | Allard Green                       |
| Charles Cooper        | bankmedewerker                     |
| Annemieke van Vliet   | ambtenaar van de burgerlijke stand |
| Jelte Westerkamp      | detective Charles                  |
| Kennard Bos           | juwelier                           |
| Wynand Chocolaad      | rechercheur Landvreugd             |
| Ydser Krauss          | bankdirecteur Opmeer               |

## Afleveringen
| Afleveringen |                  |                   |
| Nr.          | Datum            | Kijkcijfers       |
| 1            | 9 februari 2004  | 1.774.000 kijkers |
| 2            | 16 februari 2004 | 1.394.000 kijkers |
| 3            | 23 februari 2004 | 1.218.000 kijkers |
| 4            | 1 maart 2004     | 1.319.000 kijkers |
| 5            | 8 maart 2004     | 1.264.000 kijkers |
| 6            | 15 maart 2004    | 1.323.000 kijkers |
| 7            | 22 maart 2004    | 1.228.000 kijkers |
| 8            | 29 maart 2004    | 1.177.000 kijkers |
| 9            | 5 april 2004     | 1.199.000 kijkers |
| 10           | 12 april 2004    | 1.229.000 kijkers |
| 11           | 19 april 2004    | 1.064.000 kijkers |
| 12           | 26 april 2004    | 1.202.000 kijkers |
| 13           | 3 mei 2004       | 1.134.000 kijkers |
| 14           | 10 mei 2004      | ...               |
| 15           | 17 mei 2004      | 1.038.000 kijkers |
| 16           | 24 mei 2004      | 1.052.000 kijkers |
| 17           | 31 mei 2004      | 1.046.000 kijkers |
| 18           | 7 juni 2004      | 912.000 kijkers   |

## Afleveringsinformatie

### Opdracht
Tijdens het voorlezen van het testament blijkt dat vader Heydecoper een zijn hele vermogen in een trust heeft ondergebracht. Iedereen die aanspraak wil maken op het familiekapitaal, moet een opdracht uitvoeren. Andreas geeft zijn kinderen (en kleinkinderen) steeds weer een nieuwe opdracht en waarschuwt: jullie leven zal voorgoed veranderen!

### “Herstel de bron van onze rijkdom in zijn oorspronkelijke staat”
Dit is de laatste opdracht van Andreas, maar geen van de erfgenamen begrijpt precies wat hij bedoelt. Marit denkt dat het verstandig is oude familiebanden weer te herstellen. Elize en Mattias zijn meer geïnteresseerd in het eerste bedrijfspand van de familie Heydecoper. Stijn denk dat de ketting van Ciro een belangrijke link is.

### De Heydecoper diamanten
Jo ontdekt dat de Azië-diamant nep is. Nu vertrouwt ze helemaal niemand meer. Ze gaat op zoek naar informatie over de afkomst van de diamanten. Het schip, de Coornhart, waar de diamanten vanaf zijn gekomen is voor de kust vergaan. Ze komt erachter dat er ooit een expeditie naar de Coornhart heeft plaatsgevonden. Deze expeditie werd geleid door de voorzitter van de Raad van Bestuur, Pieter Rooyman. Ook Elise blijft doorzoeken. De diamanten liggen opgeborgen in de bank. Na enig “aandringen” krijgt ze de diamanten te zien. Ze ontdekt dat naast Andreas Heydecoper alleen Pieter Rooyman ze ooit heeft mogen bekijken...

### Stoppen of doorgaan?
Cecile wil via haar notaris de erfenis opeisen, maar Andreas heeft daar rekening mee gehouden. Iedere erfgenaam ontvangt een brief met het volgende voorstel: doorgaan betekent dat ze verder gaan zoeken naar de oplossing van de derde opdracht. Stoppen betekent dat ze vijf miljoen dollar ontvangen. Het bedrijf komt dan in handen van Stijn, Elise en Rolf. Tot groot onbegrip van Cecile en Marit willen allen unaniem doorgaan.

### Stijn moet zijn excuses aanbieden
Stijn moet de gevolgen onder ogen zien en zijn excuses aan Ciro en Resa aanbieden. Ondertussen heeft hij ook medicijnen op doktersrecept gekregen. Als Marit erachter komt dat Stijn de medicijnen niet heeft ingenomen is voor haar de maat vol. De mentale druk van de erfenis eist zijn tol en Marit pakt haar koffers en vertrekt.

### Rooyman valt door de mand
Jo en Elise vermoedden dat Rooyman meer van de diamanten afweet. Ze bezoeken hem op zijn kantoor, maar hij ontkent iets van de diamanten af te weten. De detective van Stijn luistert het gesprek af. Hij speelt alle informatie door. Stijn gaat achter Rooyman aan en houdt hem tegen. Hij grijpt Rooyman vast en dwingt hem tot een bekentenis.

### De waarheid
Rooyman vertelt dat de Azië-diamant nep is. De echte heeft hij uit De Coornhart opgedoken. Als hij zou zwijgen over de diamant zou hij voorzitter van de raad van bestuur worden. Stijn en Rooyman besluiten samen te werken en ze sluiten een deal.

### Iedereen belazert elkaar
Rooyman breekt zijn woord en sluit Stijn op in een verlaten fabriek. Daarna haast hij zich naar zijn kantoor. Rolf bevrijdt Stijn, maar Stijn is niet meer te houden en gaat er met zijn auto vandoor. Rooyman haalt de diamanten uit het aquarium en wil de kamer uit lopen. Dan staan Jo, Elise en Mattias in de deuropening. Na een worsteling valt Mattias bewusteloos op de grond. Jo gaat achter Rooyman aan. Elise vergeet de erfenis en blijft bij haar zoon. Jo weet Rooyman te overmeesteren en gaat ervandoor met de diamanten. Stijn ziet dit allemaal gebeuren. Voor het kantoor van LaFayette slaat hij Jo en Rolf bewusteloos en pakt de diamanten.

### Het geheimzinnige kistje
Stijn levert de diamanten in en krijgt het kistje overhandigd. Hij opent het kistje en leest de brief van Reindert van Driel, die zijn verhaal vertelt. Samen met de familie Heydecooper voer hij op het schip de Coornhart. Toen ze schipbreuk leden waren Albrecht, zijn vrouw, zijn kind en Reindert de enige overlevenden. Hij haatte Albrecht Heydecooper. Toen heeft hij op het strand zijn slag geslagen en iedereen vermoord, behalve het kind. Stijn komt er via de brief achter dat hij eigenlijk helemaal geen Heydecooper is. Hij kan dit niet verkroppen en steekt zichzelf in de buik.

### De ontknoping
Ciro blijkt de nazaat te zijn van het kind dat Reindert spaarde. Hij is dus de enige Heydecooper, maar hij ziet af van zijn erfdeel. De notaris maakt bekend dat Stijn gewonnen heeft. Stijn is niet in staat om een beslissing te nemen. Hij is na zijn operatie meteen opgenomen in een psychiatrische inrichting. De strijd om de erfenis heeft een hoge tol heeft geëist. Eindelijk zien de familieleden dat in en ze besluiten de erfenis te verdelen. Rolf wordt president directeur van Heydecooper International. Iedereen gaat zijn eigen weg. Ze realiseren zich dat de familieband heel erg hecht is geworden. De rust op het eiland is eindelijk wedergekeerd. Alle familieleden hebben vrede met de eerlijke verdeling van de erfenis. Behalve Jo, zij zal niet rusten voordat al het geld van haar is…

## Trivia
Een aantal kleine rollen wordt vertolkt door crewleden van de serie:
- regisseur Hans Scheepmaker als arts
- scenarioschrijver Kennard Bos als juwelier
- uitvoerend producente Annemieke van Vliet als ambtenaar van de burgerlijke stand
- creative producer Idse Grotenhuis als advocaat Gomez
- productieleider Wynand Chocolaad als rechercheur Landvreugd
- assistent productieleider Guido van Gend als detective
- figuratiemedewerker Annemieke Schollaardt als secretaresse
- gaffer (hoofd belichting) Bart Thieme als Sjaak Oldenburger